# Endemoconus bonfigliolii
Endemoconus bonfigliolii is een slakkensoort uit de familie van de Conidae. De wetenschappelijke naam van de soort is voor het eerst geldig gepubliceerd in 2010 door Bozzetti.